# Найчук, Алексей Фёдорович
Алексей Фёдорович Найчук (26 сентября 1923, Тара, Омская губерния  — 9 августа 1995, там же) — советский и российский актёр театра, народный артист РСФСР.

## Биография
Алексей Фёдорович Найчук родился 26 сентября 1923 года в сибирском городке Тара (коммуна «Свободный труд»). Участвовал в Великой Отечественной войне, принимал участие в битве под Москвой, но в 1942 году был тяжело ранен. Вернулся в Тару, работал учителем в школе. В 1944 году окончил театральную студию при драматическом театре родного города. С 1944 года работал в Павлодарском драматическом театре (сейчас Казахстан). 
В 1951–1994 годах выступал в Драматическом театре Северного Флота в Мурманске, где сыграл около двухсот ролей. В основном исполнял роли героико-патриотического репертуара. Был председателем профкома театра, членом художественного совета.
Умер 9 августа 1995 года в городе Тара.

## Награды и премии
- Орден Отечественной войны I степени.
- Медаль «В ознаменование 100-летия со дня рождения Владимира Ильича Ленина» (1970) (всего 3 ордена, 6 медалей).
- Заслуженный артист РСФСР (9.09.1954).
- Премия (серебряная медаль) им. А. Д. Попова (1974) за исполнение роли коммуниста П. Л. Мазанова в пьесе Л. Крейна «Торопись успеть».
- Народный артист РСФСР (31.08.1976).
- Звание «Почётный гражданин г. Тары» (1989).
- Имя А. Ф. Найчука занесено в книгу Почёта Северного флота и Мурманской области.

## Работы в театре
- «Оптимистическая трагедия» В. В. Вишневского — Алексей
- «Любовь Яровая» К. А. Тренева — Швандя
- «Власть тьмы» Л. Толстого — Никита
- «Вишнёвый сад» А. Чехова — Лопахин
- «Горячее сердце» А. Островского — Хлынов
- «Последние» М. Горького — Коломийцев
- «Разлом» Б. Лавренева — Годун и Берсенев
- «Океан» А. П. Штейна — Платонов
- «Угрюм-река» В. Я. Шишкова — Прохор Громов
- «Торопись успеть» Л. А. Крейна — Мазанов
- «Василий Тёркин» по Александру Твардовскому — Василий Тёркин